# Euphorbia arabica
Euphorbia arabica är en törelväxtart som beskrevs av Ferdinand von Hochstetter, Ernst Gottlieb von Steudel och John Smith. Euphorbia arabica ingår i släktet törlar, och familjen törelväxter. Inga underarter finns listade i Catalogue of Life.